# القضاء على حصص التوريد
القضاء على حصص التوريد مصطلح يشير إلى مبادرة القضاء على استخدام حصة التوريد في تجارة النسيج والملابس بين الدول التي هي أعضاء في منظمة التجارة العالمية (WTO). وكان ذلك أحد الالتزامات الرئيسية التي اتخذت في جولة أوروغواي بمنظمة التجارة العالمية  عام 1994 كي التقاعد في ترتيب متعدد الألياف. والATC، هو اختصار لاتفاقية المنسوجات والملابس  Agreement on Textile and Clothing هو التنظيم الذي يحكم الغزل والنسيج والملابس وتنفيذ هذا الالتزام.